# خرافات
خرافات (جمع واژه عربی خرافه) به معنی اعتقاد غیرمنطقی و ثابت نشده به تأثیر امور ماورای طبیعت در امور طبیعی و به عبارت دیگر، هر نوع پندار عجیب برای مردم عوام است؛ یعنی عقاید غیرواقعی. تعریف دیگر مبنی بر این است که خرافات باورها یا آیین‌هایی هستند که رویدادهای نامرتبط را به هم مرتبط می‌کنند. معمولاً خرافات ریشه در گرایش‌های درونی یا باطنی در زندگی بشر داشته‌اند و به مرور تبدیل به خرافه شده‌اند. آنچه که از نظر اکثر فیلسوفان مورد قبول است، این است که هیچ تعریف مشخص و همه پسندی دربارهٔ خرافه وجود ندارد و تعریفی که از خرافه به معنای امر موهوم در ذهن مردم است، بسیار نامشخص و گُنگ به نظر می‌رسد.
هر دستگاه دینی تمایل به گردآوری خرافات به عنوان باورهای محیطی دارد، برای مثال، یک مسیحی ممکن است بر این باور باشد که در مواقع دشواری اگر کتاب مقدس را به‌طور تصادفی باز کند و متنی را که برای اولین بار به چشمش می‌خورد بخواند، راهنمایی می‌شود. غالباً مذهب یک فرد خرافات دیگری است: امپراتور روم، کنستانتین بزرگ، از برخی اعمال غیر مسیحی به عنوان خرافه یاد کرد. تاسیتوس مورخ رومی مسیحیت را یک خرافه مخرب نامید. بسیاری از پروتستان‌ها ادای احترام کلیسای کاتولیک به آثار، تصاویر و مقدسین را خرافه دانسته‌اند. مسیحیان بسیاری از اعمال هندو را خرافه می‌دانند و پیروان همه ادیان ممکن است رابطه اقوام بومی استرالیا با توتم را خرافه‌ای بدانند. سرانجام، ممکن است همه باورها و اعمال مذهبی برای فرد بدون دین خرافاتی به نظر برسد.
خرافه اعتقادی یا عملی است که معمولاً ناشی از جهل یا سوءتفاهمی از علم یا علیت، اعتقاد به سرنوشت، تأثیر ماوراطبیعی درک شده یا ترس از آنچه ناشناخته است. معمولاً در مورد عقاید و اعمال پیرامون شانس، پیشگویی و به ویژه برخی موجودات معنوی این باور وجود دارد که می‌توان رویدادهای آینده را با وقایع قبلی خاص (ظاهراً) غیرمرتبط، پیشگویی کرد. واژهٔ خرافات غالباً برای دینی به کار می‌رود که اکثریت جامعه معین عمل نمی‌کند فارغ از اینکه آیا دین غالب حاوی خرافات ادعایی است.
اعتقاد بر این است که عمل خرافاتی قرار دادن میخ زنگ زده در یک لیمو، بد و به‌طور کلّی شر را دفع می‌کند، همان‌طور که در متن عامیانه باورهای عمومی و خرافات از یوتا شرح داده شده است.
شناسایی چیزی به عنوان خرافات عموماً انتقادی است. مواردی که در اصطلاح عامیانه به این موارد گفته می‌شود معمولاً به عنوان اعتقاد عامیانه در فرهنگ عامه شناخته می‌شود.

## تعریف و واژه‌شناسی
خرافات باورها یا آیین‌هایی هستند که رویدادهای نامرتبط را به هم مرتبط می‌کنند و اغلب شانس، سرنوشت یا نیروهای ماوراءالطبیعه را به وقایع روزمره نسبت می‌دهند.
واژه خرافه از عربی گرفته شده است؛ در روایتی از محمد، پیامبر مسلمانان، نقل شده است که خ «رافه» مردی از قبایل یمن بوده است که مدتی توسط اجنه ربوده شد و پس از مدتی به قبیله اش بازگشت؛ پس از آن هنگامی که رویدادهای عجیب از زندگی جنیان را بیان می‌کرد، در میان اعراب به شهرت رسید. در عربی، به هر سخن عجیب که از عالمی غیر از عالم بشری و علم و تجربه انسانی آگاهی می‌داد، حدیث خرافه می‌گویند.

## چگونگی تأثیر بر انسان
- افزایش عملکرد: مطالعات نشان می‌دهد که فعال کردن یک طلسم یا آیین خوش‌شانسی می‌تواند به لطف افزایش خودکارآمدی، اعتماد به نفس و عملکرد واقعی انسان را بهبود بخشد.
- ایجاد توهم امنیت: اعتقاد به یک آیین می‌تواند به شما کمک کند در مواقع استرس‌زا، مانند همه‌گیری‌ها، کمتر احساس اضطراب کنید.
- خطر انتخاب‌های غیرمنطقی: اتکای بیش از حد به خرافات می‌تواند منجر به تصمیم‌گیری‌های ضعیف شود - مانند نادیده گرفتن خطرات واقعی یا توصیه‌های بهداشتی به این دلیل که احساس می‌کنید توسط یک آیین «محافظت» می‌شوید.
- امنیت کاذب: خرافات می‌تواند باعث شود افراد خطرات واقعی را نادیده بگیرند یا به جای آمادگی، به شانس تکیه کنند.[۴]

## خرافات و دین
مشرکان یونان و روم، که روابط خود را با خدایان از نظر سیاسی و اجتماعی الگوبرداری می‌کردند، مردی را که از فکر خدایان دائماً از ترس می‌لرزید، مورد تمسخر قرار می‌دهند، زیرا برده‌ای از یک استاد ظالم و دمدمی مزاج می‌ترسد. مقصود رومیان از «خرافات» چنین ترس از خدایان بود (وین، ۱۹۸۷، ص ۲۱۱).
مارتین لوتر (که پاپ را «آن چشمه و منبع همه خرافات» نامید) در مقدمه خود دربارهٔ اسارت بابلیان کلیسا، پاپ‌ها را به خرافات متهم می‌کند:
 زیرا یکی دیگر از اسقف‌های بزرگ مشهور که تعداد بسیار اندکی پاپی آموخته داشتند کم بود. فقط در خشونت، دسیسه و خرافات تاکنون از بقیه پیشی گرفته است. برای مردانی که هزار سال پیش صومعه روم را اشغال کرده‌اند بسیار متفاوت از کسانی است که از آن زمان به قدرت رسیده‌اند، به طوری که شخص مجبور می‌شود نام پاپی روم را به اولی یا دومی رد کند.
تعلیم و دستور مذهبی فعلی کلیسای کاتولیک، خرافات را گناه آلود می‌داند به این معنا که نشانگر «افراط و تفریط دین» است، به عنوان عدم اعتماد به مشیت الهی (۱۰ ۲۱۱۰)، و نقض اولین فرمان از ده فرمان، گناهکار است. Catechism دفاعی در برابر اتهام خرافاتی بودن آموزه کاتولیک است:
خرافات انحراف از احساس مذهبی و اعمال این احساس است. این حتی می‌تواند در پرستش ما خدای واقعی تأثیر بگذارد، به عنوان مثال، وقتی شخصی به طریقی جادویی به برخی از اعمال غیرقانونی و ضروری اهمیت می‌دهد. نسبت دادن کارایی دعاها یا نشانه‌های اسرار آمیز به صرف عملکرد خارجی آنها، جدا از موازین درونی که آنها خواستار آن هستند، سقوط در خرافات است. رجوع کنید به متی ۲۳: ۱۶–۲۲ 

#### روم باستان
پولیبیوس مورخ یونان باستان در کتاب «تاریخ‌ها (پولیبیوس)» واژه «خرافات» را به کار می‌برد و توضیح می‌دهد که در روم باستان خرافات، انسجام امپراتوری روم را حفظ می‌کند و به‌عنوان «ابزار قدرت عمل می‌کند.

## خرافات و روان‌شناسی

### ریشه‌ها

#### دیدگاه رفتارگرایی
در سال ۱۹۴۸، روان‌شناس رفتاری B.F. Skinner مقاله ای در ژورنال روان‌شناسی تجربی منتشر کرد، که در آن کبوتران خود را توصیف کرد که به نظر می‌رسید رفتار خرافی دارند. یک کبوتر در قفس خود در حال چرخش بود، دیگری با حرکت آونگ سر خود را تاب می‌داد، در حالی که دیگران رفتارهای مختلف دیگری را نیز نشان می‌دادند. از آنجا که این رفتارها همه به صورت تشریفاتی و در تلاش برای دریافت غذا از یک توزیع کننده انجام می‌شد، حتی اگر از ابتدا برنامه‌ریزی شده بود که بدون در نظر گرفتن عملکرد کبوترها، غذا را در فواصل زمانی مشخص آزاد کند، اسکینر معتقد بود که کبوترها سعی می‌کنند بر تغذیه آنها تأثیر بگذارند با انجام این اقدامات برنامه‌ریزی کنید. وی سپس این را به عنوان گزارشی در مورد ماهیت رفتار خرافی در انسان گسترش داد.
نظریه اسکینر در مورد خرافات بودن نوع رفتار کبوترها توسط روانشناسان دیگری مانند استادون و زیملهاگ به چالش کشیده شده است، و آنها توضیح متفاوتی برای رفتار کبوترها ارائه می‌دهند.
علی‌رغم چالشهایی که تفسیر اسکرین از ریشه رفتار خرافی کبوترهایش به چالش می‌کشد، برداشت او از برنامه تقویت برای توضیح رفتار خرافی در انسان استفاده شده است. در اصل، در تحقیقات حیوانات اسکینر، «بعضی از کبوترها تا زمانی که در ابتدا به صورت تقویت متناوب شرطی شده بودند، ۱۰ هزار بار بدون تقویت پاسخ دادند.» در مقایسه با سایر برنامه‌های تقویت کننده (به عنوان مثال، نسبت ثابت، فاصله ثابت)، این رفتارها بیشترین مقاومت را در برابر انقراض داشتند. این اثر تقویت جزئی نامیده می‌شود، و این برای توضیح رفتار خرافی در انسان استفاده شده است. به عبارت دقیق تر، این تأثیر به این معنی است که، هرگاه فردی عملی منتظر تقویت را انجام می‌دهد و هیچ‌کدام به نظر نمی‌رسد، در واقع یک حس پایداری را در فرد ایجاد می‌کند. این امر به شدت با رفتار خرافی در انسان موازی است زیرا فرد احساس می‌کند، با ادامه این عمل، تقویت اتفاق می‌افتد. یا اینکه تقویت در بعضی مواقع در گذشته به دلیل این عمل صورت گرفته است، گرچه نه همیشه، امّا این ممکن است یکی از آن زمان‌ها باشد.

#### دیدگاه تکاملی / شناختی
از یک منظر ساده‌تر، انتخاب طبیعی تمایل به تقویت ارتباطات ضعیف یا اکتشافی است که بیش از حد عمومی شده است. اگر ایجاد پیوندهای صحیح یک مزیت بقا قوی داشته باشد، این امر منفی ساختن بسیاری از انجمن‌های نادرست و «خرافی» خواهد بود. همچنین بحث شده است که ممکن است بین OCD و خرافات ارتباطاتی وجود داشته باشد. این ممکن است به بهداشت مرتبط باشد.
یک نظریه اخیر توسط جین رایزن پیشنهاد می‌کند که خرافات شهودی هستند که مردم تصدیق می‌کنند نادرست هستند، امّا وقتی به عنوان ارزیابی شهودی یک موقعیت به وجود می‌آیند، به جای اصلاح آن‌ها، از آن رضایت می‌گیرند. نظریه وی از مدل‌های استدلال با فرایند دوگانه استفاده می‌شود.

### مکانیسم‌ها
به نظر می‌رسد مردم معتقدند که خرافات به جای ایجاد نتایج احتمالی جدید، با تغییر احتمال نتایج احتمالی فعلی، بر وقایع تأثیر می‌گذارند. به عنوان مثال، در رویدادهای ورزشی، تصور می‌شود که یک مراسم یا اشیای خوش‌شانس، شانس اجرای یک ورزشکار را در اوج توانایی خود افزایش می‌دهد، نه اینکه توانایی کلّی او را در آن ورزش افزایش دهد. در نتیجه، افرادی که هدفشان عملکرد خوب است، بیشتر به «کمک‌های فراطبیعی» (اقلام و تشریفات خوش‌شانس) اعتماد می‌کنند تا افرادی که هدف آن‌ها بهبود مهارت‌ها و توانایی‌های خود و یادگیری در همان زمینه هستند.
روان‌شناس استوارت ویز خاطرنشان کرد که تا حدود سال ۲۰۱۰، «محققان معتقد بودند که خرافات غیرمنطقی بوده و توجه خود را معطوف به کشف خرافات افراد می‌کردند.» ویس در ادامه مطالعاتی را توصیف کرد که به رابطهٔ بین عملکرد و آیین‌های خرافی نگاه می‌کردند. کارهای مقدماتی نشان داده‌اند که چنین تشریفاتی می‌توانند استرس را کاهش دهند و در نتیجه عملکرد را بهبود ببخشند؛ امّا ویس گفت: «نه به دلیل اینکه آن‌ها خرافات هستند، بلکه به دلیل اینکه آن‌ها تشریفاتی هستند… بنابراین هیچ جادوی واقعی وجود ندارد ولی قبل از اقدام به فعالیتی با فشار زیاد، جادوی آرامش‌بخشی را در اجرای یک سلسله مراتب تشریفاتی انجام دهید.»

### رخداد
مردم معمولاً در دو شرایط وقایع را به دلایل ماورا طبیعی (در اصطلاحات روانشناختی، علل بیرونی) نسبت می‌دهند.
1. افراد در صورت غیرمحتمل بودن یک واقعه را به علت خرافات نسبت می‌دهند؛ نسبت به احتمالی آن. به عبارت دیگر، هرچه حادثه غافلگیرکننده‌تر باشد، احتمال برانگیختن توضیحی فوق طبیعی نیز بیشتر است. اعتقاد بر این است که این ناشی از یک انگیزه تأثیرگذاری است؛ یک تمایل اساسی برای اعمال کنترل بر محیط فرد. وقتی هیچ علّت طبیعی نمی‌تواند شرایط را توضیح دهد، انتساب یک واقعه به یک علّت خرافی ممکن است به افراد احساس کنترل و توانایی پیش‌بینی آنچه در محیط آن‌ها رخ می‌دهد، بدهد.
2. افراد در صورت منفی بودن یا اتفاقی منفی، احتمالاً آن را به علّت خرافات نسبت می‌دهند. به این تعصب نمایندگی منفی گفته می‌شود. به عنوان مثال، طرفداران بوستون رد ساکس، عدم موفقیت تیم خود در پیروزی در سری جهانی به مدت ۸۶ سال را لعنت بامبینو دانستند: لعنتی که به خاطر تجارت بیب روت به یانکی‌های نیویورک به تیم داده شد تا صاحب تیم بتواند بودجه یک نمایش موزیکال برادوی. وقتی سرخپوشان سرانجام در سال ۲۰۰۴ سری جهانی را فتح کردند، موفقیت این تیم به مهارت تیم و تلاش بازسازی مالک و مدیر کل جدید نسبت داده شد. به‌طور معمول، مردم احتمالاً تصور می‌کنند که رایانه خود هنگام کارکرد نادرست، عملکرد مطابق با اهداف خود دارد.

### رفتار مصرف‌کننده
طبق تجزیه و تحلیل رفتار مصرف‌کننده جان سی موون و همکاران. همکاران، خرافات به عنوان ابزاری ابتکاری به کار می‌روند از این رو انواع رفتارهای مصرف‌کننده را تحت تأثیر قرار می‌دهند. جان سی موون و همکاران همکاران می‌گوید، پس از در نظر گرفتن مجموعه‌ای از پیشینیان، خرافات صفت پیش‌بینی‌کننده طیف وسیعی از اعتقادات مصرف‌کننده است، مانند عقاید در طالع بینی یا خرافات منفی رایج (به عنوان مثال ترس از گربه‌های سیاه). علاوه‌بر این، داشتن یک خرافات عمومی به خلق و خوی پایدار به قمار، شرکت در بازی‌های تبلیغاتی، سرمایه‌گذاری در سهام، ارسال نامه‌های الکترونیکی خرافی، حفظ جذابیت‌های خوش‌شانسی و نمایش هواداری ورزشی و غیره منجر می‌شود.

## برخی خرافات معمول
خرافات بخش بزرگی از فرهنگ جوامع انسانی را تشکیل می‌دهد. رفتارهایی که هیچ دلیلی برای انجام آن در دست نداریم و غالباً در فرهنگ‌های مختلف به عنوان آداب و رسوم اجتماعی بدیهی و بدون نیاز به دلیل در نظر گرفته می‌شوند؛ مثلاً زدن به تخته برای رد بلا یا بدیمنی گربه سیاه. اینکه در تولد شمع‌های روی کیک را فوت می‌کنیم و باور می‌کنیم که در زمان فوت کردن شمع باید چشمهایمان را ببندیم و آرزویی کنیم. اینکه دیدن تفاله چایی در استکان نشانه قریب‌الوقوع بودن یک مهمان ناخوانده است؛ اینکه آیینه شکسته ۷ سال پیاپی بدبختی در پی دارد برای از بین بردن این نحوست باید تکه‌هایش شکسته آینه را جمع‌آوری و زیر نور ماه در خاک دفن کرد؛ از جمله این خرافه‌های بی‌پشتوانه است.
- زنبور: اگر زنبور در خانه‌ای وارد شد، به این معنی است که به زودی برای آن خانه مهمان می‌آید.
- پرنده: وارد شدن پرنده در خانه‌ای، نشانهٔ مرگ است.
- عدد سیزده: در بیشتر هتل‌ها اتاقی به شماره ۱۳ وجود ندارد یا در آسمان خراش‌ها آسانسور از طبقه دوازده به چهارده می‌رود.
- نمک: در برخی جوامع غربی، برای در امان ماندن از خطر شیاطین مردم بر روی شانهٔ چپ خود مقداری نمک می‌پاشند، در جوامع اسلامی نیز برخی بر این باورند پاشیدن مقداری نمک در اطراف خانه اجنّه را دور می‌کند.
- شکستن آینه: بنا بر برخی باورهای سنتی اگر کسی شیئی را که تصویرش در آن است مخدوش کند، هفت سال بدبیاری می‌آورد.
- خالکوبی دریانوردان: بعضی از دریانوردان اعتقاد دارند که خال‌کوبی کردن بدن، آن‌ها را در برابر خطرهای دریا حفظ می‌کند.
- وزغهای دزدان انگلیسی: در گذشته، دزدهای انگلیس گمان می‌کردند که اگر هنگام دزدی قلب وزغ را در جیب خود بگذارند هیچ‌گاه دستگیر نمی‌شوند.
- سوت زدن در روسیه: روس‌ها معتقدند که اگر کسی در یک محیط سر بسته سوت بزند، همه پولش را از دست می‌دهد.
- خوش شانسی با نعل اسب: اکثر جوامع غربی و برخی جوامع شرقی بر این باورند که نعل اسب باعث خوش شانسی می‌شود، برخی مغازه داران (حتی در ایران) درِ ورودی مغازه خود نعل اسب می‌زنند تا موجب افزایش مشتری شود.
- رد شدن از زیر نردبان: یکی از رایج‌ترین خرافات جهانی، این است که اگر از زیر نردبان رد شوید، بدشانسی خواهد آورید.
- زدن به تخته: فرد پس از اینکه یک موضوع مورد علاقه‌اش به وقوع پیوست یا سخن مثبتی در رابطه به خود بر زبان آورد یا در رابطه با مرگ شخص دیگری چیزی گفت، برای دوری از بدیمنی قضا و قدر، با دست به یک تکه چوب می‌زند یا آن را لمس می‌کند.

## مخالفت با خرافات
مخالفت با خرافات نخستین‌بار در یونان باستان ثبت شد، جایی که فیلسوفانی مانند پروتاگوراس و اپیکوریسم دین گرایی یا بیزاری از دین و افسانه‌ها را به نمایش می‌گذاشتند و افلاطون - به ویژه تمثیل غار خود - و ارسطو هر دو کار خود را به عنوان بخشی از جستجوی حقیقت ارائه می‌دهند.
در دوران کلاسیک، وجود خدایان به‌طور فعال هم در بین فیلسوفان و هم متکلمان مورد بحث بود و در نتیجه مخالفت با خرافات به وجود آمد. شعر De rerum natura که توسط شاعر و فیلسوف رومی لوکرتیوس سروده شده است، مخالفت با خرافات را بیشتر گسترش داد. اثر سیسرو De natura deorum نیز تأثیر به‌سزایی در توسعه مفهوم مدرن خرافات و همچنین خود کلمه داشت. در جایی که سیسرو خرافه و دین را از یکدیگر متمایز می‌کرد، لوکرتیوس فقط از کلمه religio استفاده می‌کرد. سیسرو، که برای او خرافات به معنای «ترس بیش از حد از خدایان» بود، نوشت که «خرافه، نه دین، باید از بین برود»، به این معنی که فقط خرافات، و نه دین، باید از بین برود. امپراتوری روم همچنین قوانینی وضع کرد که افرادی را که ترس مذهبی بیش از حد دیگران را تحریک می‌کردند، محکوم کرد.
در طول قرون وسطی، ایده تأثیر خدا بر وقایع جهان بیشتر بحث‌برانگیز بود. محاکمات سخت و دشوار بسیار مکرر بود، حتی اگر فردریک دوم (۱۱۹۴–۱۲۵۰ میلادی) اولین پادشاهی بود که به صراحت محاکمه را با سختی غیرقانونی اعلام کرد زیرا «غیرمنطقی» تلقی می‌شد.
کشف مجدد آثار کلاسیک گمشده (رنسانس) و پیشرفت علمی منجر به افزایش بی اعتقادی به خرافات شد. یک لنز جدید و منطقی تر شروع به استفاده از تفسیر می‌کند. مخالفت با خرافات در عصر روشنگری امری اساسی بود. اولین فیلسوفی که جرأت انتقاد از خرافات را به صورت علنی و به صورت مکتوب داشت، باروخ اسپینوزا بود که یکی از شخصیت‌های اصلی عصر روشنگری بود.

## خرافات منطقه‌ای و ملّی
بیشتر خرافات در طول قرن‌ها پدید آمده و ریشه در شرایط منطقه‌ای و تاریخی مانند اعتقادات مذهبی یا محیط طبیعی دارد. به عنوان مثال، اعتقاد بر این است که گکوها در بسیاری از کشورهای آسیایی دارای ارزش دارویی هستند ولی در مناطقی که گکو یافت نمی‌شود، ارزش دارویی ندارند.
در چین، فنگ‌شویی یک سیستم اعتقادی است که گفته می‌شود تأثیر منفی در مکان‌های مختلف دارد، به عنوان مثال اتاقی در گوشه شمال غربی یک خانه «بسیار بد» است. به همین ترتیب، عدد ۸ در چین یک «عدد خوش‌شانس» است، به طوری که در بازار مسکن چین بیش از هر عدد دیگری رایج است.

## خرافات در ایران
هرگونه عقیدهٔ غیرعقلانی، بی‌اساس و نیز عقاید باقی‌مانده از گذشته که از نظر علمی توجیهی نداشته باشند، «خرافه» خوانده می‌شود. خرافه به‌طور مشخص اعتقاد غیرمنطقی و ثابت‌نشدنی به تأثیر امور ماورای طبیعت در زندگی است. فرهنگ خرافه‌باوری را می‌توان در اغلب نقاط جهان، از کشورهای توسعه‌یافته گرفته تا کشورهای فقیر پیدا کرد. ایرانیان نیز از این قاعده مستثنی نیستند و حتی برخی ادّعا می‌کنند که ایران در صدر جدول خرافه‌باوری قرار دارد.
پس از شیوع وبا در ایران، امیرکبیر در سال ۱۲۶۷ هجری قمری، دستور اجرای قرنطینه در مرز ایران و عراق را داد تا از شیوع بیماری وبا در ایران جلوگیری کند. در سال ۱۲۶۴ هجری قمری با صدور فرمان مایه‌کوبی آبله، امیرکبیر دستور داده بود که هر کسی نخواهد آبله بکوبد باید پنج تومان جریمه به صندوق دولت بپردازد؛ امّا جهل و نادانی و شایعاتی که دعانویسان و رمالان پخش کردند باعث شد که هنگام مراجعهٔ مأموران به خانه‌ها برای مایه‌کوبی، مردم در آب‌انبارها پنهان یا از شهر خارج شوند. آبله، شیوع وبا و قحطی در آن سال‌ها تلفات بسیاری به همراه داشت. دعانویسان گفته بودند که زدن واکسن باعث ورود جن به خون می‌شود و مردم را از همکاری با مسئولان واکسیناسیون بر حذر می‌داشتند.
احمد کسروی در کتاب «زندگانی من» نوشته است:
بیماری وبا که در ایران پیدا شد، در تبریز نیز کشتار بسیار کرد. از کوچه‌ها قرآن آویزان کردند تا هر کس از زیرش بگذرد، در امان باشد. در کوچه‌ها فرش گستردند و نذرها کرده و روضه‌خوانی‌ها بر پا کردند. یک روز پسر آیت‌الله تبریزی را سوار خر کرده، در کوچه‌های تبریز چرخاندند تا مردم دست و دامنش را ببوسند و به وبا گرفتار نشوند! پسر، خود وبا گرفت و مُرد. مردم به جای اینکه به عقاید خود شک کنند، گفتند که آقا بلا را به تن فرزند خود پذیرفت تا ما را نجات دهد و به باورشان به خاندان آیت‌الله تبریزی صدها بار افزوده شد!
آماری رسمی دربارهٔ میزان گرایش ایرانیان به خرافه (اعم از فال‌گیری، رمالی، دعانویسی، فال تاروت، فال قهوه، دخیل بستن، سرکتاب و…) وجود ندارد، امّا آنچه فارغ از آمارها درخور توجه است، دامن زدن حکومت جمهوری اسلامی به فرهنگ خرافه‌گرایی در ایران است. علی‌رغم ادّعای روحانیون و مقامات سیاسی در مخالفت با خرافه‌پرستی، مداحان، مبلغان، سخنرانان مذهبی و مراجع تقلید شیعه در راستای سیاست‌های فرهنگی نظام از دریچه‌های مختلف به ترویج خرافات در بین آحاد جامعه می‌پردازند. در نظام جمهوری اسلامی ایران هیچ نهادی برای مبارزه با خرافات تعریف نشده است. در همان حال، ده‌ها مؤسسه و بنیاد برای ترویج خرافه با نام‌هایی همچون دشمن‌شناسی، مبارزه با صهیونیسم، منجی‌گرایی، آخرالزمانی و… وجود دارند.
صدا و سیمای ایران به‌طور مداوم از کارشناسانی مذهبی دعوت می‌کند که دعا و توسل به امامان شیعه را رفع‌کنندهٔ بلاها و حتی حلال «بیماری‌های روانی بشر» جلوه دهند. از سوی دیگر، مداحان و سخنرانان مذهبی با تأکید بر وجود عناصر ماورایی چون «اجنه و شیاطین» راه رهایی را اعتقاد و توکل به مذهبی می‌دانند که نظام جمهوری اسلامی پیرو آن است. در هیچ موردی، استدلالی عقلانی توسط این مبلغان در جهت تفاوت نهادن بین خرافه و مذهب ارائه نشده است.
محمدجواد اکبرین، یکی از دلایل فراوانی گرایش به خرافات در ایران را درماندگی بخش بزرگی از جامعهٔ ایران می‌داند و در این باره می‌گوید: «وقتی حکومتی به‌ویژه حکومت‌های استبدادی، زندگی را بر مردم چنان تباه و سیاه می‌کنند که همهٔ راه‌های زندگی خوب بر آن‌ها بسته می‌شود، نمی‌توانند اقتصاد خوب، بهداشت و درمان خوب و رفاه خوبی داشته باشند، دچار استیصال و اضطرابی می‌شوند که باعث گرایش آنان به خرافات می‌شود. این دقیقاً آن نقطه‌ای است که حکومت‌های استبدادی از آن حداکثر سوءاستفاده را می‌کنند. از راه‌هایی وارد می‌شوند که مردم گرفتارش شده‌اند. اگر مردم از راه‌هایی مثل جادو، پیشگویی، فال‌بینی، استخاره و روش‌هایی مشابه آن به دنبال حل مشکلات زندگی و رهایی از بحران‌هایی که عمدتاً ساختهٔ دست حکومت استبدادی است، می‌روند، حکومت استبدادی هم از همین راه، نیروها و آرزوها و توانش را بر مردم تحمیل می‌کند؛ مثلاً فردی را می‌آورد و برای اینکه مردم به او اعتراض نکنند، می‌گوید این فرد نظرکردهٔ امامان است یا دربارهٔ او خوابی دیده شده یا مردم دیده‌اند که در جایی معجزه کرده است!»
الی خرسندفر، جامعه‌شناس نیز معتقد است که جامعهٔ ایران دارای بحران است و با حکومتی مواجه است که هم بحران تولید می‌کند و هم از بحران تغذیه می‌کند. به گفتهٔ این جامعه‌شناس، افراد در چنین جامعه‌ای ثبات اجتماعی، اقتصادی و روانی ندارند و نظامی را هم نمی‌بینند که بتواند وضعیت موجود را بهتر کند. در چنین جوامعی درصد امید به زندگی و پیدا کردن چشم‌اندازی مناسب برای آینده کاهش پیدا می‌کند. در این شرایط بسیاری از افراد مجبورند به مکانیزم‌هایی روی بیاورند که آن‌ها را از شرایط عدم قطعیت نجات بدهد و بتواند نویدبخش وضعیت و شرایط بهتری باشد.